# Penepodium fumipenne
Penepodium fumipenne är en biart som först beskrevs av Taschenberg 1869.  Penepodium fumipenne ingår i släktet Penepodium och familjen grävsteklar. Inga underarter finns listade i Catalogue of Life.